# Spencer (Karolina Północna)
Spencer – miasto w Stanach Zjednoczonych, w stanie Karolina Północna, w hrabstwie Rowan.